# 金鐘（西）巴士總站
金鐘（西）巴士總站（英語：Admiralty (West) Bus Terminus）是一個位於香港香港島中西區金鐘介乎添馬街與紅棉路之間的德立街力寶中心外地下的巴士總站。該巴士總站在政府方面稱為金鐘站（西）巴士總站（英語：Admiralty Station (West) Bus Terminus）。

## 總站位置
金鐘（西）巴士總站位於德立街力寶中心外，對面為遠東金融中心。車站上蓋被金鐘廊覆蓋，並在總站旁設置連結商場、路面、港鐵金鐘站B出口及中區行人天橋系統。

## 總站路線資料

### 城巴347線
- 金鐘（西） ↺ 香港仔（經域多利道香港華人基督教聯會薄扶林道墳場，只在清明節及重陽節期間提供服務）

乃提供金鐘、中環、堅尼地城往來摩星嶺、大口環、碧瑤灣及香港仔的巴士服務，於1996年4月4日起投入服務。

### 過海隧道巴士952線（特別班次）
- 屯門（置樂花園） → 金鐘（西）

只於星期一至六早上9時19分前開出之班次以此為總站。

### 過海隧道巴士X962線
- 金鐘（西） → 屯門（龍門居）

### 過海隧道巴士967線
- 天水圍（天恩邨） ↔ 金鐘（西）

提供天水圍北部往來中環及金鐘的過海隧巴服務，於2002年8月26日起投入服務。2003年10月27日總站由中環遷往金鐘（西）。

## 途經路線資料

### 城巴629線
- 中環（天星碼頭） → 水上樂園

只在早上繁忙時間提供服務。

### 過海隧道巴士H1線
- 中環（天星碼頭） ↔ 尖沙咀（漢口道）

### 迪士尼樂園巴士R11線
- 迪士尼樂園  ↔  北角碼頭

## 過往路線
- 過海隧道巴士W1線（已取消）
- 過海隧道巴士962G線（已遷往銅鑼灣（摩頓台））

## 總站設施
該站設有站長室。另外該站設有城巴海洋公園售票處，除售賣城巴629線車票外(因應港鐵南港島線已在2016年12月28日通車，車票已停售)，亦發售海洋公園的入場門票。

## 使用狀況
該站在全日的人流頗高。在繁忙時間，因該站設有多條前往新界的路線，故通勤和轉乘港鐵往灣仔、東區及南區之乘客甚多。

## 接駁交通
- 港鐵金鐘站
- 金鐘（樂禮街）巴士總站
- 金鐘（東）巴士總站
- 金鐘（德立街）巴士總站

## 重大事件
- 2011年5月7日早上9時，一名32歲乘客乘搭967線巴士（編號2294，車牌HZ8881）由天水圍到達金鐘（西）巴士總站後，被其他乘客及車長發現暴斃在巴士上層車廂左方尾二排的窗口位，懷疑車程途中突然心臟病發死亡

## 外部連結
- 金鐘（西）巴士總站 （页面存档备份，存于），城巴／新巴